# Gościeradów (gmina)
Pour les articles homonymes, voir Gościeradów.
Gościeradów est une gmina rurale (gmina wiejska) de la powiat de Kraśnik, dans la Voïvodie de Lublin, dans l'est de la Pologne.
Son siège administratif (chef-lieu) est le village de Gościeradów, qui se situe environ 17 kilomètres à l'ouest de Kraśnik (siège du powiat) et 59 kilomètres au sud-ouest de la capitale régionale Lublin (capitale de la voïvodie).
La gmina couvre une superficie de 158,56 kilomètres carrés pour une population de 7 367 habitants en 2006.

## Histoire
De 1975 à 1998, la gmina est attachée administrativement à la voïvodie de Tarnobrzeg.

Depuis 1999, elle fait partie de la voïvodie de Lublin.

## Géographie

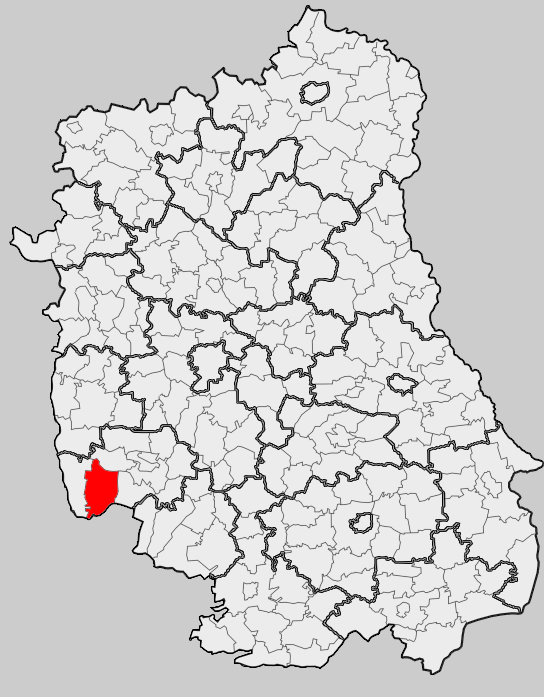
Position de la gmina dans la voïvodie

La gmina inclut les villages de:
- Aleksandrów
- Gościeradów
- Gościeradów Plebański
- Gościeradów-Folwark
- Gościeradów-Kolonia
- Księżomierz
- Księżomierz Gościeradowska
- Księżomierz Kościelna
- Księżomierz-Kolonia
- Księżomierz-Osada
- Łany
- Liśnik Duży
- Liśnik Duży-Kolonia
- Marynopole
- Mniszek
- Salomin
- Suchodoły
- Szczecyn
- Wólka Gościeradowska
- Wólka Szczecka

### Gminy voisines
La gmina de Gościeradów est voisine des gminy suivantes :
- Annopol
- Dzierzkowice
- Radomyśl nad Sanem
- Trzydnik Duży
- Zaklików

## Structure du terrain
D'après les données de 2002, la superficie de la commune de Gościeradów est de 158,56 kilomètres carrés, répartis comme telle :
- terres agricoles : 52 %
- forêts : 42 %

La commune représente 15,77 % de la superficie du powiat.

## Démographie
Données du 30 juin 2004:
| Description        | Total  | Total | Femmes | Femmes | Hommes | Hommes |
| ------------------ | ------ | ----- | ------ | ------ | ------ | ------ |
| Unité              | Nombre | %     | Nombre | %      | Nombre | %      |
| Population         | 7 411  | 100   | 3 770  | 50,9   | 3 641  | 49,1   |
| Densité (hab./km²) | 46,7   | 46,7  | 23,8   | 23,8   | 22,9   | 22,9   |